# Gyllentagging
Gyllentagging (Hyphodontia arguta) är en svampart som först beskrevs av Elias Fries, och fick sitt nu gällande namn av J. Erikss. 1958. Gyllentagging ingår i släktet Hyphodontia och familjen Schizoporaceae.  Arten är reproducerande i Sverige. Inga underarter finns listade i Catalogue of Life.